# Christian Gottfried Ehrenberg
Christian Gottfried Ehrenberg (Delitzsch, 1795. április 19. – Berlin, 1876. június 27.) német természetkutató, zoológus, összehasonlító anatómus és geológus, korának egyik leghíresebb és legtermékenyebb természettudósa. Botanikai szakmunkákban nevének rövidítése: „Ehrenb.”. Zoológiai szakmunkákban nevének rövidítése: „Ehrenberg”.

## Korai gyűjtőévek
Egy bíró fiaként született a Lipcséhez közeli  Delitzsch településen. Először teológiát tanult a lipcsei egyetemen, majd orvoslást és természettudományokat hallgatott a Berlini Egyetemen, ahol többek között a híres felfedezővel, Alexander von Humboldttal is barátságba került. 1818-ban elkészítette doktori disszertációját, melyet mikológiai témából írt, Sylvae mycologicae Berolinenses címmel. Ebben az évben a Leopoldina Német Természettudományos Akadémia tagjává választották.
1820–1825 között egy nagyszabású tudományos expedíción vett részt a Közel-Keleten barátjával, Wilhelm Hemprichhel együtt, akivel több ezer növény- és állatfaj több tízezer példányát gyűjtötték, köztük addig ismeretlen fajokat is felfedeztek és leírtak. Kutatási területeik kiterjedtek Egyiptomra, a Líbiai-sivatag egyes részeire, a Nílus völgyére és a Vörös-tenger északi partvidékére, ahol egyebek közt a korallokat is tanulmányozta. A továbbiakban beutazták Szíria, Arábia és Abesszínia egyes részeit is. Ezen utazásaik és gyűjtéseik egyes eredményeit 1826-ban megosztotta Humboldttal is. Szudáni tartózkodása alatt elkészítette a dongolai kormányzó új palotájának terveit is. Miután Hemprich 1825-ben tífuszban elhunyt, Ehrenberg eltemette a Vörös-tenger egyik szigetén, majd visszatért Európába.
Visszatérését követően több tanulmányt is publikált az általa megfigyelt rovarokról és korallokról, és kiadta a kétkötetes Symbolae physicae (1828–1834) című kiadványt az emlősökre, madarakra stb. vonatkozó megfigyeléseiről. Számos megfigyelésüket, észlelésüket tudományos társaságok ülésein osztotta meg a jelenlévőkkel.

## Összpontosítás a mikroszkopikus élőlényekre
Ehrenberg 1827-ben állást kapott a berlini egyetem orvosi karán. 1829-ben elkísérte Humboldtot egy ázsiai útjára Oroszország keleti részére, illetve az orosz-kínai határvidékre. Miután erről az útról visszatért, kutatásait a mikroszkopikus élőlények vizsgálatára kezdte összpontosítani, amelyek szisztematikus kutatása addig váratott magára.
Közel 30 éven keresztül vizsgált különféle víz-, talaj-, üledék-, szállópor- és kőzetmintákat, ennek eredményeként pedig több ezer új fajt írt le, köztük olyan, ma közismertnek tekinthető ostoros moszatokat, mint az Euglena nemzetség, csillósokat, mint a Paramecium aurelia és a Paramecium caudatum, illetve számos fosszilis taxont, közel 400 tudományos publikációban. Különösen érdekelte az egysejtűek egy különleges csoportja, a kovamoszatoké, de tanulmányozott, leírt és elnevezett nagyon sok sugárállatkát, likacsosházút és páncélos ostorost is. Tanulmányozta a polírozásra és egyéb gazdasági célokra használt kovaföldeket is, kutatásai sokban befolyásolták a mikroorganizmusokkal, bizonyos geológiai alakzatokkal (főként a krétával), valamint a tengeri és édesvízi üledékképződéssel kapcsolatos tudásunkat. Ehrenberg kutatásai előtt nem volt ismert, hogy a földi kőzetek jelentős hányada valójában mikroszkopikus állatok vagy növények maradványaiból jött létre. Ő igazolta először azt is, hogy a tengerek foszforeszkálása úgyszintén élőlényeknek köszönhető.
1836-ban tagjává választotta a Svéd Királyi Tudományos Akadémia, a következő évben pedig, külföldi tagként a brit Királyi Természettudományos Társaság is. 1839-ben elnyerte a londoni geológiai társaság legmagasabb elismerésének számító Wollaston-érmet. 1840-ben az Orosz Tudományos Akadémia tiszteletbeli tag lett.
Az elismerésektől függetlenül élete végéig folytatta a mélytengeri élőhelyeken előforduló mikroszkopikus élőlények, illetve a különféle geológiai képződményekben fellelhető élőlény-maradványok kutatását. Berlinben hunyt el, 1876. június 27-én.

## Öröksége
Halála után a mikroszkopikus élőlényekből álló gyűjteménye a berlini Humboldt Egyetem Természettudományi Múzeumába került. Az "Ehrenberg-gyűjtemény" mintegy 40,000 mikroszkópi preparátumot, 5,000 kőzetmintát, 3,000 ceruza- és tollrajzot, és egy közel 1,000 levélből álló tudományos levelezést foglal magában. A Közel-Keleten gyűjtött skorpiókból és egyéb pókszabásúakból álló kollekciója ugyancsak a berlini múzeum állományát gazdagítja.
Szülőhelyén, Delitzschben az ő nevét őrzi a település legmagasabb fokú oktatási intézménye, az Ehrenberg Gimnázium; ugyancsak az ő nevét őrzi az intézmény legjobb tanulói által évente elnyerhető Ehrenberg-Díj is.

## Publikációk
- The Ehrenberg Collection (including plates from Mikrogeologie, 1854) is available for download from Museum für Naturkunde, Humboldt-Universität
- Die Infusionsthierchen als vollkommene Organismen (2 vols., Leipzig, 1838)
- Mikrogeologie (2 vols., Leipzig, 1854)
- "Fortsetzung der mikrogeologischen Studien", in Abhandlungen der königlichen Akademie der Wissenschaft (Berlin, 1875)

## Fordítás
- Ez a szócikk részben vagy egészben  a   Christian Gottfried Ehrenberg című angol Wikipédia-szócikk fordításán alapul.  Az eredeti cikk szerkesztőit annak laptörténete sorolja fel. Ez a jelzés csupán a megfogalmazás eredetét és a szerzői jogokat jelzi, nem szolgál a cikkben szereplő információk forrásmegjelöléseként.